# Danske Dramatikeres Hæderspris
Danske Dramatikeres Hæderspris er en pris, der uddeles af Danske Dramatikeres Forbund. Prisen tildeles et medlem af foreningen, der har ydet et dramatisk forfatterskab af værdi. I særlige tilfælde kan prisen tildeles yngre dramatikere, der ikke har kunnet opnå medlemskab af foreningen, funktionærer i foreningen samt teaterledere, der har fremmet dansk dramatik. Prisen blev indstiftet 9. marts 1956 i anledning af foreningens 50 års jubilæum.

## Modtagere
- 2023: Bo hr. Hansen
- 2022: Niels Brunse
- 2021: Stig Thorsboe, Hanna Lundblad, Peter Thorsboe og Mai Brostrøm
- 2020: Ikke uddelt pga. corona.
- 2019 – Sven Clausen
- 2018 – Jakob Weis
- 2017 – Lise Nørgaard
- 2016 – Lars Christian Detlefsen
- 2015 – Marc van der Welden
- 2014 – Per Schultz
- 2013 – Christian Lollike
- 2012 – Pelle Koppel
- 2010 – Kim Fupz Aakeson
- 2008 – Søren Sveistrup
- 2006 – Lars von Trier
- 2004 – Ernst Bruun Olsen
- 2002 – Erling Jepsen
- 2000 – Line Knutzon og Peter Asmussen
- 1995 – Astrid Saalbach
- 1993 – Nils Malmros
- 1991 – Nikolaj Cederholm
- 1989 – Jess Ørnsbo
- 1987 – Svend Åge Madsen
- 1985 – Sven Holm
- 1983 – Svalegangen
- 1981 – Sten Kaalø
- 1979 – Finn Methling
- 1977 – Preben Harris
- 1975 – Ulla Ryum
- 1973 – Kurt Haulrig
- 1970 – Leif Petersen
- 1968 – Leif Panduro
- 1966 – Klaus Rifbjerg
- 1964 – Knud Sønderby
- 1961 – H.C. Branner
- 1959 – Helge Rungwald
- 1958 – Kjeld Abell
- 1957 – Marie Munkholm
- 1956 – Herdis Bergstrøm og Finn Methling